# Файв-Форкс (Південна Кароліна)
Файв-Форкс (англ. Five Forks) — переписна місцевість (CDP) в США, в окрузі Грінвілл штату Південна Кароліна. Населення — 17 737 осіб (2020).

## Географія
Файв-Форкс розташований за координатами 34°48′34″ пн. ш. 82°13′40″ зх. д. / 34.80944° пн. ш. 82.22778° зх. д. (34.809362, -82.227680).  За даними Бюро перепису населення США в 2010 році переписна місцевість мала площу 19,72 км², з яких 19,60 км² — суходіл та 0,12 км² — водойми.

## Демографія
Згідно з переписом 2010 року, у переписній місцевості мешкало 14 140 осіб у 4630 домогосподарствах у складі 4024 родин. Густота населення становила 717 осіб/км².  Було 4805 помешкань (244/км²).
Расовий склад населення:
| - 87,5 % — білих - 5,5 % — чорних або афроамериканців - 4,4 % — азіатів - 0,2 % — корінних американців - 1,0 % — осіб інших рас |

До двох чи більше рас належало 1,5 %. Частка іспаномовних становила 4,2 % від усіх жителів.
За віковим діапазоном населення розподілялося таким чином: 33,3 % — особи молодші 18 років, 59,8 % — особи у віці 18—64 років, 6,9 % — особи у віці 65 років та старші. Медіана віку мешканця становила 37,3 року. На 100 осіб жіночої статі у переписній місцевості припадало 97,1 чоловіків;  на 100 жінок у віці від 18 років та старших — 93,6 чоловіків також старших 18 років.
Середній дохід на одне домашнє господарство  становив 136 770 доларів США (медіана — 115 050), а середній дохід на одну сім'ю — 142 082 долари (медіана — 120 139). Медіана доходів становила 86 543 долари для чоловіків та 53 879 доларів для жінок. За межею бідності перебувало 1,5 % осіб, у тому числі 1,3 % дітей у віці до 18 років та 1,9 % осіб у віці 65 років та старших.
Цивільне працевлаштоване населення становило 7817 осіб. Основні галузі зайнятості: виробництво — 22,6 %, освіта, охорона здоров'я та соціальна допомога — 21,9 %, науковці, спеціалісти, менеджери — 13,5 %, роздрібна торгівля — 8,9 %.